# RedWall Firewall
redWall Firewall je linuxová distribuce, která se spouští a běží přímo z Live CD. Konfigurace může být uložena na disketě, USB disku nebo na pevném disku a je při spouštění systému nahrána do adresáře /etc. Adresář /var je vytvořen v ramdisku nebo na připojeném pevném disku. Primárním cílem pro použití této linuxové distribuce jsou nejrůznější firewally a servery.

## Výhody
- Není nutná instalace, pouze nastavení
- Není potřeba pevný disk, ale lze ho použít
- Omezení možností zápisu
- Souborový systém unionfs